# Janek Tombak

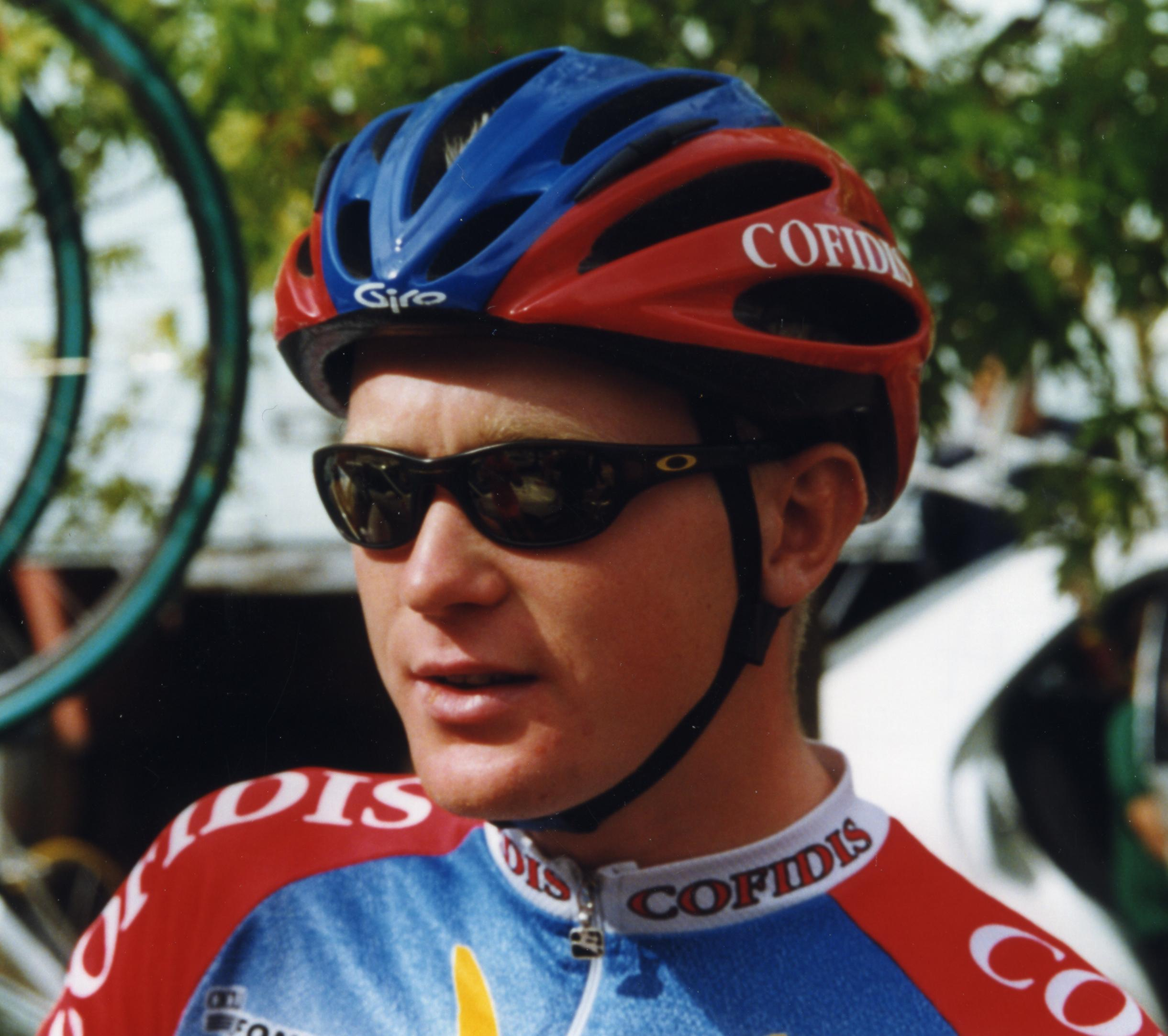
Janek Tombak (2002)

Janek Tombak (* 22. Juli 1976 in Põltsamaa, Estnische SSR, Sowjetunion) ist ein ehemaliger estnischer Radrennfahrer.
Tombak war seit 1999 Radrennprofi. Von 1999 bis 2005 fuhr er für das französische Team Cofidis - Le Crédit par Téléphone. Zu Beginn der Saison 2006 fuhr er für das estnische Kalev Chocolate Team, ab dem 1. Juni 2006 für das belgische Radsportteam Jartazi-7Mobile. Er nahm zwei Mal an der Tour de France teil. 2000 und 2004 startete er bei den Olympischen Spielen; 2004 in Athen belegte er Platz 58 im Straßenrennen. 2002 und 2009 siegte er im Rennen Tartu Rattaralli.
Ende der Saison 2009 beendete er seine Karriere als Berufsradfahrer. 2012 gab er sein Comeback. Mit dem Porvoon ajot gewann er 2012 das älteste finnische Eintagesrennen.

## Erfolge
Janek Tombak war 2001 und 2003 estnischer Meister auf der Straße. 2005 gewann er die Gesamtwertung der Tour de Picadie in Frankreich. Weitere Erfolge waren u. a. Etappensiege bei der Hessen-Rundfahrt, der Polen-Rundfahrt und der Dänemark-Rundfahrt.
2001
- Estnischer Meister – Straßenrennen

2003
- Estnischer Meister – Straßenrennen

2005
- Gesamtsieg Tour de Picardie

2006
- Estnischer Meister – Kriterium

2007
- eine Etappe Tour de Picardie
- eine Etappe Boucles de la Mayenne
- Halle–Ingooigem

2008
- Grand Prix Cholet-Pays de la Loire

2009
- Gesamtsieg Boucles de la Mayenne

## Teams
- 1999 Cofidis-Le Crédit par Téléphone
- 2000 Cofidis-Le Crédit par Téléphone
- 2001 Cofidis-Le Crédit par Téléphone
- 2002 Cofidis-Le Crédit par Téléphone
- 2003 Cofidis-Le Crédit par Téléphone
- 2004 Cofidis-Le Crédit par Téléphone
- 2005 Cofidis-Le Crédit par Téléphone
- 2006 Kalev Chocolate Team und Jartazi-7Mobile
- 2007 Jartazi-Promo Fashion
- 2008 Mitsubishi-Jartazi
- 2009 Cycling Club Bourgas

…
- 2012 Geofco-Ville d’Alger (bis 05.07.)
- 2013 AC Bisontine